# Німецька хокейна ліга
Німецька хокейна ліга (нім. Deutsche Eishockey Liga; скор. нім. DEL) — елітна хокейна ліга чемпіонату Німеччини з хокею.

## Історія
До 1994 року в Німеччині існувала хокейна Бундесліга. 
Фінансове становище багатьох клубів на початку 90-х було ненайкращим, клуби закликали до запровадження нової професійної ліги, за модель взяли НХЛ. Ці нововведення повинні стати найкращою рекламою хокею в країні та створити фінансову привабливість ліги. Після закінчення сезону були проведенні відповідні переговори та вирішено утворити Німецьку хокейну лігу, яка буде складатись з 18 клубів та замінить Бундеслігу.
У першому сезоні за регламентом змагань 18 команд провели між собою два кола, а потім за зразком НХЛ у трьох групах ще зіграли десять матчів. У наступному раунді плей-оф, 16 команд розіграли звання чемпіона.
У сезоні 1996—97 ліга скоротилась до 16 клубів. З сезону 2002—03 ліга скоротилась до чотирнадцяти команд.
Сезон 2004—05 став одним найзірковішим в DEL. Через локаут в Національній хокейній лізі до Німеччини прибув цілий «десант» гравців з НХЛ.

## Структура чемпіонату
В Німецький хокейній лізі 14 клубів проводять між собою чотири матчі на першому етапі, потім клуби, що зайняли 7–10 місця розігрують два місця в основний раунд плей-оф, після чого в турнірі на вибування розігрують звання чемпіона Німеччини.

## Чемпіони Німецької хокейної ліги
- 2024/25 — Айсберен Берлін
- 2023/24 — Айсберен Берлін
- 2022/23 — Ред Булл
- 2021/22 — Айсберен Берлін
- 2020/21 — Айсберен Берлін
- 2019/20 — чемпіонат не дограли через пандемію COVID-19
- 2018/19 — Адлер Мангейм
- 2017/18 — Ред Булл
- 2016/17 — Ред Булл
- 2015/16 — Ред Булл
- 2014/15 — Адлер Мангейм
- 2013/14 — Інгольштадт
- 2012/13 — Айсберен Берлін
- 2011/12 — Айсберен Берлін
- 2010/11 — Айсберен Берлін
- 2009/10 — Ганновер Скорпіонс
- 2008/09 — Айсберен Берлін
- 2007/08 — Айсберен Берлін
- 2006/07 — Адлер Мангейм
- 2005/06 — Айсберен Берлін
- 2004/05 — Айсберен Берлін
- 2003/04 — «Франкфурт Ліонс»
- 2002/03 — «Крефельд Пінгвінс»
- 2001/02 — Кельнер Гайє
- 2000/01 — Адлер Мангейм
- 1999/2000 — Мюнхен Баронс
- 1998/99 — Адлер Мангейм
- 1997/98 — Адлер Мангейм
- 1996/97 — Адлер Мангейм
- 1995/96 — Дюссельдорф ЕГ
- 1994/95 — Кельнер Гайє